# Марковц, Эми-Элоиз
Эми-Элоиз Марковц (англ. Amy-Eloise Markovc; род. 5 августа 1995, Стокпорт, Северо-Западная Англия), в девичестве Нил (англ. Neale) — британская легкоатлетка, специалистка по бегу на средние и длинные дистанции, кроссу и стипльчезу. Выступает на профессиональном уровне с 2009 года, чемпионка Европы в помещении, чемпионка Европы по кроссу в командном зачёте, победительница и призёрка первенств национального значения, участница летних Олимпийских игр в Токио.

## Биография
Эми-Элоиз Нил родилась 5 августа 1995 года в Стокпорте, Англия.
Уже в юном возрасте переехала на постоянное жительство в США, занималась лёгкой атлетикой во время учёбы в старшей школе Glacier Peak High School в Снохомише, штат Вашингтон. Позднее поступила в Вашингтонский университет, представляла университетскую легкоатлетическую команду «Вашингтон Хаскис», с которой успешно выступала на различных студенческих соревнованиях, в частности неоднократно становилась призёркой чемпионатов Национальной ассоциации студенческого спорта (NCAA) в беге на средние дистанции, кроссе, стипльчезе.
Впервые заявила о себе на международном уровне в сезоне 2011 года, когда вошла в состав британской сборной и выступила на юношеском мировом первенстве в Лилле, где заняла 11-е место в беге на 2000 метров с препятствиями.
В 2013 году стартовала на чемпионате мира по кроссу в Быдгоще, показала 21-й результат в личном зачёте юниорок и вместе с соотечественницами выиграла бронзовую медаль командного зачёта. На юниорском европейском первенстве в Риети финишировала пятой в беге на 3000 метров с препятствиями.
В 2014 году в стипльчезе заняла 11-е место на юниорском мировом первенстве в Юджине.
На кроссовом чемпионате Европы 2017 года в Шаморине пришла к финишу четвёртой в личном молодёжном зачёте и тем самым помогла соотечественницам выиграть командный зачёт.
В 2021 году на чемпионате Европы в помещении в Торуне превзошла всех соперниц в беге на 3000 метров и завоевала золотую медаль. На чемпионате Великобритании в Манчестере получила серебро в беге на 5000 метров, уступив только Джессике Джадд. Выполнив олимпийский квалификационный норматив (15:10.00), удостоилась права защищать честь страны на летних Олимпийских играх в Токио — на предварительном квалификационном этапе дисциплины 5000 метров показала время 15:03.22, чего оказалось недостаточно для выхода в финал.
В 2022 году в беге на 3000 метров победила на зимнем чемпионате Великобритании в Бирмингеме, заняла 15-е место на чемпионате мира в помещении в Белграде. В беге на 5000 метров была лучшей на летнем чемпионате Великобритании в Манчестере, выступила на чемпионате мира в Юджине, стала четвёртой на Играх Содружества в Бирмингеме и пятой на чемпионате Европы в Мюнхене.